# Marcus Hellner
Carl Marcus Joakim Hellner (Skövde, 25 novembre 1985) è un ex fondista svedese, campione olimpico nell'inseguimento e nella staffetta a Vancouver 2010 e nella staffetta a Soči 2014.

## Biografia

### Stagioni 2004-2009
Nato a Lerdala di Skövde, Hellner ha debuttato in campo internazionale ai Mondiali juniores di Stryn nel 2004, senza conseguire risultati di rilievo.
In Coppa del Mondo ha esordito il 7 marzo 2006 nella sprint a tecnica libera disputata a Borlänge (32°), ha ottenuto il primo podio il 28 ottobre 2007 nella sprint a squadre a tecnica libera di Düsseldorf (3°) e la prima vittoria il 22 novembre 2008 nella 15 km a tecnica libera di Gällivare, battendo l'italiano Pietro Piller Cottrer e il norvegese Petter Northug.
Ha partecipato ai Mondiali di Sapporo 2007 (3° nella staffetta) e Liberec 2009 (5° nella sprint il miglior piazzamento).

### Stagioni 2010-2018
Ai XXI Giochi olimpici invernali di Vancouver 2010, sua prima partecipazione olimpica, ha debuttato il 15 febbraio nella 15 km a tecnica libera vinta dallo svizzero Dario Cologna davanti a Pietro Piller Cottrer e al ceco Lukáš Bauer, che ha superato Hellner, quarto, di 1,5 secondi. Cinque giorni si è aggiudicato il suo primo oro olimpico nella 30 km a inseguimento; nella sprint a squadre del 22 febbraio è stato quindicesimo, in coppia con Teodor Peterson. Il 24, nella staffetta, ha vinto il suo secondo oro come ultimo frazionista della nazionale svedese, gareggiando dopo Daniel Richardsson, Johan Olsson e Anders Södergren e superando sul traguardo il norvegese Petter Northug. Nella 50 km conclusiva è arrivato ventiduesimo. In Coppa del Mondo ha chiuso la stagione al terzo posto sia nella classifica generale, sia in quella di distanza.
Ai Mondiali di Oslo del 2011 ha vinto la medaglia d'oro nella sprint e l'argento nella staffetta, mentre a quelli della Val di Fiemme del 2013 ha conquistato due argenti, nella sprint a squadre e nella staffetta. Ai XXII Giochi olimpici invernali di Soči 2014 ha vinto l'oro nella staffetta, l'argento nello skiathlon e si è classificato 10° nella 15 km e 6° nella sprint, mentre l'anno dopo ai Mondiali di Falun 2015 ha vinto la medaglia d'argento nella staffetta e si è classificato 4º nella 15 km e 10º nello skiathlon. Ai successivi Mondiali di Lahti 2017 ha vinto la medaglia di bronzo nella staffetta e si è classificato 12º nella 50 km e 7º nello skiathlon. Ai XXIII Giochi olimpici invernali di Pyeongchang 2018 si è classificato 8º nella 15 km, 12º nello skiathlon, 4º nella sprint a squadre e 5° nella staffetta.

## Palmarès

### Olimpiadi
- 4 medaglie:
  - 3 ori (inseguimento, staffetta a Vancouver 2010; staffetta a Soči 2014)
  - 1 argento (skiathlon a Soči 2014)

### Mondiali
- 7 medaglie:
  - 1 oro (sprint a Oslo 2011)
  - 4 argenti (staffetta a Oslo 2011; sprint a squadre, staffetta a Val di Fiemme 2013; staffetta a Falun 2015)
  - 2 bronzi (staffetta a Sapporo 2007; staffetta a Lahti 2017)

### Coppa del Mondo
- Miglior piazzamento in classifica generale: 3º nel 2010
- 20 podi (10 individuali, 10 a squadre):
  - 3 vittorie (2 individuali, 1 a squadre)
  - 7 secondi posti (2 individuali, 6 a squadre)
  - 10 terzi posti (6 individuali, 4 a squadre)

#### Coppa del Mondo - vittorie
| Data             | Località  | Nazione | Disciplina                                                    |
| ---------------- | --------- | ------- | ------------------------------------------------------------- |
| 22 novembre 2008 | Gällivare | Svezia  | 15 km TL                                                      |
| 20 novembre 2010 | Gällivare | Svezia  | 15 km TL                                                      |
| 21 novembre 2010 | Gällivare | Svezia  | 4x10 km (con Mats Larsson, Johan Olsson e Daniel Richardsson) |

Legenda:

TC = tecnica classica

TL = tecnica libera

#### Coppa del Mondo - competizioni intermedie
- 16 podi di tappa:
  - 3 vittorie
  - 8 secondi posti
  - 5 terzi posti

##### Coppa del Mondo - vittorie di tappa
| Data             | Località      | Nazione  | Competizione | Disciplina  |
| ---------------- | ------------- | -------- | ------------ | ----------- |
| 31 dicembre 2010 | Oberhof       | Germania | Tour de Ski  | 3,7 km TL   |
| 6 gennaio 2013   | Val di Fiemme | Italia   | Tour de Ski  | 9 km TL PU  |
| 19 marzo 2017    | Québec        | Canada   | Finali       | 15 km TL PU |

Legenda:

TC = tecnica classica

TL = tecnica libera

PU = inseguimento

## Riconoscimenti
- Medaglia d'oro dello Svenska Dagbladet 2010